# Kinh tế Canada
Canada là quốc gia có nền kinh tế hỗn hợp phát triển cao. Năm 2020, Canada là quốc gia có nền kinh tế lớn thứ 9 thế giới theo GDP danh nghĩa và thứ 15 theo sức mua tương đương. Giống như các nước phát triển khác, dịch vụ là ngành chiếm tỷ trọng cao nhất trong cơ cấu GDP và tạo ra tới ba phần tư tổng việc làm cho người dân Canada. Tổng trữ lượng tài nguyên thiên nhiên của Canada năm 2019 được ước tính có giá trị vào khoảng 31 nghìn tỷ USD, xếp thứ ba thế giới. Ngoài ra, Canada còn có trữ lượng dầu khí đã được thăm dò lớn thứ ba và là nhà xuất khẩu dầu lớn thứ tư thế giới. Vì vậy mà quốc gia này có thể được coi là "siêu cường năng lượng" nhờ vào nguồn tài nguyên dồi dào cộng thêm dân số ít (khoảng 37 triệu người) so với diện tích đất liền vô cùng lớn.
Theo bảng xếp hạng chỉ số nhận thức tham nhũng, Canada là nơi mà tình trạng tham nhũng hiện hữu ít đồng thời nằm trong top 10 quốc gia thương mại với một nền kinh tế có mức độ toàn cầu hóa cao. Canada trong lịch sử từng xếp trên cả Hoa Kỳ và các nước Tây Âu về chỉ số tự do kinh tế với mức độ chênh lệch giàu nghèo rất thấp. Trung bình thu nhập khả dụng cá nhân trên đầu người của các hộ gia đình ở Canada "cao hơn nhiều" mức trung bình của OECD. Sàn giao dịch chứng khoán Toronto là sàn giao dịch chứng khoán lớn thứ tám trên thế giới với hơn 1.500 công ty được niêm yết có tổng vốn hóa thị trường đạt hơn 3 nghìn tỷ Đô la Mỹ.
Năm 2018, ngành thương mại trao đổi hàng hóa và dịch vụ của Canada đạt 1,5 nghìn tỷ đô Canada, tổng kim ngạch xuất khẩu đạt hơn 585 tỷ đô Canada còn nhập khẩu đạt hơn 607 tỷ với khoảng 391 tỷ trong số đó là nhập khẩu từ Hoa Kỳ. Cùng năm đó thâm hụt thương mại hàng hóa của Canada là 22 tỷ đô Canada còn mức thâm hụt dịch vụ là 25 tỷ.
Không giống hầu hết các quốc gia phát triển khác, ngành công nghiệp của Canada phần lớn nhờ vào hoạt động khai thác gỗ và năng lượng. Canada cũng có các công ty sản xuất với quy mô tương đối lớn chủ yếu tập trung ở khu vực Trung tâm bao gồm các ngành công nghiệp ô tô và hàng không là hai lĩnh vực quan trọng nhất. Là quốc gia có đường bờ biển dài nhất thế giới, hoạt động đánh bắt và chế biến hải sản ở Canada phát triển rất mạnh và được xếp vào hàng thứ tám trên thế giới. Canada còn là một trong những quốc gia dẫn đầu về ngành công nghiệp phần mềm và giải trí. Canada là thành viên của các tổ chức như APEC, G7, G20, OECD, WTO và cựu thành viên của NAFTA cho đến khi USMCA có hiệu lực vào năm 2020.

## Tổng quan
Ngoại trừ một số quốc đảo nhỏ nằm ở vùng Caribe, Canada là quốc gia duy nhất ở Bắc Mỹ theo thể chế đại nghị và điều này giúp cho Canada phát triển được các thể chế chính trị và xã hội khác biệt với hầu hết các quốc gia khác trên thế giới. Mặc dù nền kinh tế của quốc gia này có sự kết hợp chặt chẽ với Hoa Kỳ những vẫn có những nét độc đáo riêng.
Một trong những sự khác biệt lớn so với Hoa Kỳ chính là hệ thống kinh tế của Canada được vận hành với sự kết hợp đồng đều và hợp lý giữa các doanh nghiệp tư nhân và doanh nghiệp nhà nước thay vì bị tư nhân hóa ở cả những lĩnh vực quan trọng như Hoa Kỳ. Nhiều khía cạnh của doanh nghiệp nhà nước trong đó đáng chú ý nhất là hệ thống phúc lợi xã hội được mở rộng nhằm giảm thiểu sự bất bình đẳng xã hội sau khi Thế chiến II kết thúc vào năm 1945.
Mặc dù xấp xỉ 89% đất ở Canada là thuộc sỡ hữu của nhà nước nhưng quốc gia này lại có mức độ tự do kinh tế rất cao. Ngày nay mô hình kinh tế và sản xuất của Canada có thể nói là tương tự Hoa Kỳ. Tính đến năm 2019, Canada 56 doanh nghiệp nằm trong dan sách Forbes Global 2000, xếp thứ chín sau Hàn Quốc và trên Ả Rập Xê Út.

Bản đồ cây về xuất khẩu hàng hóa của Canada năm 2017

Thương mại quốc tế đóng vai trò quan trọng nhất trong nền kinh tế Canada đặc biệt trong đó là tài nguyên thiên nhiên. Theo thống kê vào năm 2009 kim ngạch xuất khẩu các sản phẩm thuộc lĩnh vực nông nghiệp, năng lượng, lâm nghiệp và khai khoáng chiếm khoảng 58%. Còn các sản phẩm như máy móc, thiết bị, ô tô và các sản phẩm khác chiếm hơn 38%. Cũng trong năm 2009, hoạt động xuất khẩu đóng góp khoảng 30% vào GDP. Cho đến nay, Hoa Kỳ là đối tác thương mại lớn nhất, chiếm khoảng 73% kim ngạch xuất khẩu và 63% kim ngạch nhập khẩu tính đến năm 2009. Tổng giá trị xuất khẩu và nhập khẩu của Canada xếp ở vị trí thứ 8 trong tổng số tất cả các quốc gia trên thế giới theo số liệu vào năm 2006.
Khoảng 4% người Canada làm việc trực tiếp trong ngành nông nghiệp, khu vực kinh tế chiếm 6,2% GDP. Đây vẫn là ngành quan trọng đối với nhiều nơi ở Canada. Đa phần tại các thị trấn ở miền bắc Canada nơi mà hoạt động nông nghiệp gặp nhiều khó khăn, phải nhờ vào ngành khai khoáng và khai thác gỗ để tồn tại. Canada là quốc gia dẫn đầu thế giới ở rất nhiều lĩnh vực khai thác như vàng, niken, urani, kim cương, chì và trong những năm gần đây là dầu thô với trữ lượng lớn thứ hai thế giới đang ngày càng chiếm một vị trí quan trọng trong hoạt động khai thác tài nguyên thiên nhiên của đất nước. Một số các công ty của Canada hoạt động trong lĩnh vực khai thác tài nguyên thiên nhiên như Encana, Cameco, Goldcorp và Barrick Gold. Phần lớn tài nguyên thiên nhiên sẽ được đem đi xuất khẩu cho Hoa Kỳ. Một số công ty tuy là chủ yếu hoạt động trong lĩnh vực công nghiệp và dịch vụ nhưng lại có liên quan trực tiếp đến nông nghiệp ví dụ như nhà sản xuất giấy lớn nhất của Canada còn hoạt động trong cả lĩnh vực khai thác gỗ nữa.
Sự phụ thuộc vào tài nguyên thiên nhiên gây ra một số ảnh hưởng đến kinh tế và xã hội Canada. Các ngành sản xuất và dịch vụ ở các khu vực khác nhau sẽ được tiêu chuẩn hóa tùy theo nguồn tài nguyên thiên nhiên ở khu vực đó, điều này đảm bảo rằng cấu trúc kinh tế ở mỗi khu vực khác nhau sẽ được phát triển theo những hướng khác nhau góp phần tạo nên một nền kinh tế được phân bổ hợp lý cho từng vùng. Còn phải nhấn mạnh thêm là phần lớn các nguồn tài nguyên này đều được đem đi xuất khẩu giúp Canada hội nhập chặt chẽ vào nền kinh tế quốc tế. Howlett và Ramesh cho rằng do tính chất bất ổn mang tính cố hữu của các ngành này mà cần có sự can thiệp nhiều hơn của chính phủ vào nền kinh tế nhằm giảm tác động xã hội tiềm ẩn có thể gây ra khi mà thị trường toàn cầu biến động.
Tuy nhiên việc phụ thuộc vào tài nguyên thiên nhiên chắc chắn sẽ làm dấy lên những nghi vấn về tính bền vững trong sự phát triển kinh tế. Mặc cho đây luôn là ngành dẫn đầu trong suốt nhiều thập kỷ qua nhưng nguy cơ cạn kiệt lại ở mức thấp nhờ hoạt động thăm dò luôn được duy trì liên tục, điển hình trong số đó là quặng nikel được phát hiện ở vịnh Voisey. Ngoài ra ở các vùng xa xôi về phía bắc, ngành khai thác vẫn chưa được phát triển do các nhà khai thác vẫn đang chờ giá lên cao và công nghệ mới do hoạt động khai thác ở nơi đây chưa đem lại sự hiệu quả về mặt chi phí. Trong những thập kỷ gần đây, người dân Canada cũng không còn chấp nhận tàn phá môi trường để đổi lấy những lợi ích về mặt kinh tế. Mức lương trong ngành dịch vụ tăng lên cộng thêm các yêu sách về đất đai cho những người thổ dân cũng đã phần nào kìm hãm sự phát triển của ngành. Thay vào đó, nhiều công ty Canada đã tập trung vào các hoạt động thăm dò, khai thác và mở rộng ra bên ngoài lãnh thổ, nơi có giá cả thấp hơn và chính phủ cũng đưa ra ít quy định nghiêm ngặt hơn so với trong nước. Các công ty Canada đang ngày càng đóng vai trò quan trọng ở khu vực Mỹ Latinh, Đông Nam Á và châu Phi.
Tình trạng cạn kiệt các nguồn tài nguyên tái tạo đã làm dấy lên những lo ngại trong những năm gần đây. Sau nhiều thập kỷ khai thác quá đà, nghề đánh bắt cá tuyết từng bị sụp đổ vào những năm 1990 và hoạt động khai thác cá hồi ở vùng biển Thái Bình Dương cũng bị ảnh hưởng nặng nề. Ngành khai thác gỗ, sau nhiều năm hoạt động cũng đã chuyển dần sang mô hình khai thác mang tính bền vững hoặc chuyển sang các quốc gia khác.

### Dữ liệu
Bảng dưới đây mổ tả các chỉ số kinh tế quan trong của Canada giai đoạn 1980–2018. Mức lạm phát dưới 2% được in màu xanh lá.
| Năm  | GDP (tỷ US$ PPP) | GDP bình quân (US$ PPP) | Tốc độ tăng trưởng GDP (thực tế) | Tỷ lệ lạm phát (%) | Tỷ lệ thất nghiệp (%) | Nợ chính phủ (% GDP) |
| ---- | ---------------- | ----------------------- | -------------------------------- | ------------------ | --------------------- | -------------------- |
| 1980 | 287.3            | 11,739                  | 2.1 %                            | 10.2 %             | 7.5 %                 | 45.1 %               |
| 1981 | 325.1            | 13,116                  | 3.5 %                            | 12.5 %             | 7.6 %                 | 46.6 %               |
| 1982 | 334.2            | 13,323                  | −3.2 %                           | 10.8 %             | 11.1 %                | 52.3 %               |
| 1983 | 356.4            | 14,067                  | 2.6 %                            | 5.8 %              | 12.0 %                | 57.8 %               |
| 1984 | 390.9            | 15,284                  | 5.9 %                            | 4.3 %              | 11.4 %                | 60.9 %               |
| 1985 | 422.5            | 16,369                  | 4.7 %                            | 4.0 %              | 10.5 %                | 65.9 %               |
| 1986 | 440.4            | 16,894                  | 2.2 %                            | 4.2 %              | 9.6 %                 | 70.1 %               |
| 1987 | 470.1            | 17,809                  | 4.1 %                            | 4.4 %              | 8.8 %                 | 70.5 %               |
| 1988 | 508.1            | 18,994                  | 4.4 %                            | 4.0 %              | 7.8 %                 | 70.5 %               |
| 1989 | 540.2            | 19,848                  | 2.3 %                            | 7.5 %              | 5.3 %                 | 71.8 %               |
| 1990 | 561.0            | 20,302                  | 0.2 %                            | 4.8 %              | 8.2 %                 | 74.5 %               |
| 1991 | 567.3            | 20,271                  | −2.1 %                           | 5.6 %              | 10.3 %                | 81.5 %               |
| 1992 | 585.4            | 20,668                  | 0.9 %                            | 1.5 %              | 11.2 %                | 89.2 %               |
| 1993 | 615.2            | 21,473                  | 2.7 %                            | 1.9 %              | 11.4 %                | 95.0 %               |
| 1994 | 656.6            | 22,672                  | 4.5 %                            | 0.1 %              | 10.4 %                | 97.8 %               |
| 1995 | 688.2            | 23,518                  | 2.7 %                            | 2.2 %              | 9.5 %                 | 100.4 %              |
| 1996 | 712.1            | 24,081                  | 1.6 %                            | 1.6 %              | 9.6 %                 | 100.6 %              |
| 1997 | 755.3            | 25,287                  | 4.3 %                            | 1.6 %              | 9.1 %                 | 95.6 %               |
| 1998 | 793.1            | 26,328                  | 3.9 %                            | 1.0 %              | 8.3 %                 | 93.6 %               |
| 1999 | 846.8            | 27,885                  | 5.2 %                            | 1.7 %              | 7.6 %                 | 89.3 %               |
| 2000 | 910.9            | 29,723                  | 5.2 %                            | 2.7 %              | 6.8 %                 | 80.7 %               |
| 2001 | 948.2            | 30,615                  | 1.8 %                            | 2.5 %              | 7.2 %                 | 81.8 %               |
| 2002 | 991.7            | 31,676                  | 3.0 %                            | 2.3 %              | 7.7 %                 | 79.9 %               |
| 2003 | 1,029.7          | 32,585                  | 1.8 %                            | 2.7 %              | 7.6 %                 | 76.2 %               |
| 2004 | 1,090.7          | 34,193                  | 3.1 %                            | 1.8 %              | 7.2 %                 | 72.1 %               |
| 2005 | 1,161.8          | 36,080                  | 3.2 %                            | 2.2 %              | 6.8 %                 | 70.9 %               |
| 2006 | 1,229.0          | 37,781                  | 2.6 %                            | 2.0 %              | 6.3 %                 | 70.1 %               |
| 2007 | 1,287.7          | 39,201                  | 2.1 %                            | 2.1 %              | 6.0 %                 | 66.8 %               |
| 2008 | 1,326.1          | 39,944                  | 1.0 %                            | 2.4 %              | 6.2 %                 | 67.8 %               |
| 2009 | 1,296.7          | 38,615                  | −3.0 %                           | 0.1 %              | 8.4 %                 | 79.3 %               |
| 2010 | 1,353.1          | 39,844                  | 3.1 %                            | 1.8 %              | 8.0 %                 | 81.1 %               |
| 2011 | 1,424.3          | 41,524                  | 3.1 %                            | 3.1 %              | 7.5 %                 | 81.9 %               |
| 2012 | 1,475.9          | 42,537                  | 1.7 %                            | 1.5 %              | 8.1 %                 | 85.5 %               |
| 2013 | 1,536.8          | 43,787                  | 2.3 %                            | 0.9 %              | 7.1 %                 | 86.2 %               |
| 2014 | 1,609.1          | 45,345                  | 2.9 %                            | 1.9 %              | 6.9 %                 | 85.7 %               |
| 2015 | 1,642.8          | 45,884                  | 0.7 %                            | 1.1 %              | 6.9 %                 | 91.3 %               |
| 2016 | 1,678.9          | 46,569                  | 1.1 %                            | 1.4 %              | 7.0 %                 | 91.8 %               |
| 2017 | 1,761.4          | 48,273                  | 3.0 %                            | 2.1 %              | 6.3 %                 | 90.1 %               |
| 2018 | 1,838.3          | 49,690                  | 1.9 %                            | 2.2 %              | 5.8 %                 | 89.9 %               |

### Tỷ lệ thất nghiệp
| Tỉnh                      | Tỷ lệ thất nghiệp trên lực lượng lao động tính đến Tháng 4 năm 2021 |
| ------------------------- | ------------------------------------------------------------------- |
| Alberta                   | 9.0                                                                 |
| British Columbia          | 7.1                                                                 |
| Manitoba                  | 7.4                                                                 |
| Newfoundland and Labrador | 13.9                                                                |
| New Brunswick             | 8.5                                                                 |
| Nova Scotia               | 8.1                                                                 |
| Ontario                   | 9.0                                                                 |
| Prince Edward Island      | 8.2                                                                 |
| Quebec                    | 6.6                                                                 |
| Saskatchewan              | 6.6                                                                 |
| Canada (quốc gia)         | 8.1                                                                 |

### Xuất khẩu
Tổng kim ngạch xuất khẩu của Canada tính theo đô la Mỹ. Năm 2020, Canada xuất khẩu hơn 390 tỷ USD.
| Đối tác        | Giá trị   | Tỷ trọng |
| -------------- | --------- | -------- |
| Hoa Kỳ         | $338.2 tỷ | 73.5%    |
| Trung Quốc     | $18.8 tỷ  | 4.8%     |
| Vương quốc Anh | $15 tỷ    | 3.8%     |
| Nhật Bản       | $9.2 tỷ   | 2.4%     |
| Mexico         | $4.6 tỷ   | 1.2%     |
| Hàn Quốc       | $3.5 tỷ   | 0.9%     |
| Pháp           | $2.8 tỷ   | 0.7%     |
| Ý              | $2.8 tỷ   | 0.7%     |
| Ấn Độ          | $2.7 tỷ   | 0.7%     |
| Na Uy          | $1.9 tỷ   | 0.5%     |
| Bỉ             | $1.9 tỷ   | 0.5%     |
| Brazil         | $1.6 tỷ   | 0.4%     |
| Úc             | $1.6 tỷ   | 0.4%     |

### Nhập khẩu
Tổng kim ngạch nhập khẩu trong năm 2017 được tính theo Đô la Mỹ.
| Đối tác        | Giá trị   | Tỷ trọng |
| -------------- | --------- | -------- |
| Hoa Kỳ         | $222.0 tỷ | 51.3%    |
| Trung Quốc     | $54.7 tỷ  | 12.7%    |
| Mexico         | $27.4 tỷ  | 6.3%     |
| Đức            | $13.8 tỷ  | 3.2%     |
| Nhật Bản       | $13.5 tỷ  | 3.1%     |
| Vương quốc Anh | $6.9 tỷ   | 1.6%     |
| Hàn Quốc       | $6.7 tỷ   | 1.5%     |
| Ý              | $6.3 tỷ   | 1.5%     |
| Pháp           | $4.8 tỷ   | 1.1%     |
| Việt Nam       | $3.9 tỷ   | 0.9%     |

## Năng suất lao động
Các thước đo năng suất lao động là các chỉ số quan trọng của hoạt động kinh tế và là nguồn lực chính cho quá trình tăng trưởng cũng như khả năng cạnh tranh của nền kinh tế. Bản tổng hợp các chỉ số năng suất do tổ chức Hợp tác và Phát triển Kinh tế (OECD) xuất bản hàng năm nhằm trình bày một cách tổng quan và rộng rãi về mức năng suất và tăng trưởng ở các quốc gia thành viên, nêu bật các vấn đề đo lường chính, phân tích vai trò của "năng suất là động lực chính của tăng trưởng kinh tế" và "đóng góp của lao động, vốn và tổ chức TCVM trong việc thúc đẩy tăng trưởng kinh tế". Theo định nghĩa ở trên "MFP thường được hiểu là sự đóng góp vào tăng trưởng kinh tế được thực hiện bởi các yếu tố như đổi mới kỹ thuật và cơ cấu tổ chức" (OECD 2008,11). Các thước đo năng suất gồm có tổng sản phẩm quốc nội (GDP) (OECD 2008,11) và năng suất đa yếu tố.

### Năng suất đa yếu tố
Một thước đo năng suất khác được OECD sử dụng là xu hướng dài hạn của năng suất đa yếu tố (MFP) hay còn được gọi là năng suất nhân tố tổng hợp(TFP). Chỉ số này dùng để đánh giá "năng lực sản xuất cơ bản ('sản lượng tiềm năng') của một nền kinh tế, bản thân nó chính là một thước đo khả năng tăng trưởng của các nền kinh tế và áp lực lạm phát quan trọng". MFP đo lường các mức tăng trưởng không thể giải thích được bằng việc đánh giá tốc độ thay đổi của dịch vụ lao động do các yếu tố đổi mới kỹ thuật và cơ cấu tổ chức vốn là đầu ra trung gian. (OECD 2008,11)
Theo cuộc khảo sát kinh tế của Canada hàng năm do OECD thực hiện vào tháng 6 năm 2012, Canada có tốc độ tăng trưởng năng suất đa yếu tố (MFP) thấp và có xu hương giảm dần kể từ năm 2002. Một trong những biện pháp nhằm thúc đẩy tăng trưởng MFP mà quốc gia này có thể áp dụng là khuyến khích sự đổi mới trong một số ngành nghề đòi hỏi tính sáng tạo như là R&D cũng như là nâng cao tỷ lệ cấp bằng sáng chế. Thúc đẩy tăng trưởng MFP là "hoạt động cần thiết để duy trì mức sống đang ngày một tăng đặc biệt là khi dân số già đi".

## Ngân hàng trung ương Canada
Nhiệm vụ của ngân hàng trung ương Canada là thực hiện chính sách tiền tệ nhằm "bảo toàn giá trị của đồng tiền bằng cách giữ cho lạm phát ở mức thấp và ổn định".

### Báo cáo chính sách tiền tệ
Ngân hàng trung ương Canada đưa ra thông báo về tỷ giá ngân hàng của mình thông qua Báo cáo về Chính sách Tiền tệ được phát hành tám lần trong một năm. Ngân hàng trung ương Canada vốn là một công ty nhà nước liên bang và chuyên chịu trách nhiệm về hệ thống tiền tệ của Canada. Chính sách mục tiêu lạm phát chính là nền tảng của chính sách tài khóa và tiền tệ của Canada kể từ đầu những năm 1990, theo đó Ngân hàng trung ương Canada phải chịu trách nhiệm đặt ra mục tiêu lạm phát cho từng thời điểm cụ thể. Mục tiêu lạm phát thích hợp được đặt ra là ở mức khoảng 2%. Ngân hàng trung ương luôn phải thiết lập một loạt các mục tiêu giảm lạm phát để giữ cho lạm phát "ở mức thấp, ổn định và có thể dự đoán được", qua đó giúp thúc đẩy "niềm tin của người dân vào giá trị của đồng tiền", góp phần xây dựng sự tăng trưởng bền vững, tăng việc làm và cải thiện mức sống ở Canada.
Trong một tuyên bố ngày 9 tháng 1 năm 2019 về việc phát hành Báo cáo Chính sách Tiền tệ, Thống đốc Ngân hàng Trung ương Canada Stephen S. Poloz đã tóm tắt các sự kiện chính kể từ báo cáo tháng 10 trong đó có "hậu quả kinh tế tiêu cực" đến từ cuộc Chiến tranh thương mại Hoa Kỳ-Trung Quốc. Để đối phó với cuộc chiến thương mại đang diễn ra, "lợi tức trái phiếu được cắt giảm, đường cong lợi suất thậm chí còn trở lên phẳng hơn và thị trường chứng khoán đã được định giá lại một cách đáng kể" so với "thị trường tài chính trên toàn cầu". Tại Canada, giá dầu thấp sẽ tác động đến "triển vọng kinh tế vĩ mô" của Canada  kéo theo khu vực nhà ở cũng trở lên bất ổn định một cách nhanh chóng như dự đoán.

### Mục tiêu lạm phát
Trong thời kỳ John Crow còn nắm giữ vị trí Thống đốc Ngân hàng Canada giai đoạn từ năm 1987 đến năm 1994 đã xảy ra cuộc suy thoái trên toàn thế giới và khiến lãi suất chiết khấu ngân hàng tăng lên khoảng 14% và tỷ lệ thất nghiệp lên đến 11%. Mặc dù kể từ thời điểm đó, lạm phát mục tiêu đã được "hầu hết các ngân hàng trung ương tiên tiến trên thế giới" áp dụng, vào năm 1991, nó đã được đổi mới và Canada là nước áp dụng sớm nhất khi Bộ trưởng Tài chính lúc bấy giờ là Michael Wilson đã phê duyệt mục tiêu lạm phát đầu tiên được thiết lập trong ngân sách liên bang do ngân hàng trung ương Canada phát hành năm 1991. The inflation target was set at 2 per cent. Lạm phát được đo lường dựa trên chỉ số giá tiêu dùng (CPI). Năm 2011, Chính phủ Canada và Ngân hàng trung ương Canada đã kéo dài chính sách mục tiêu lạm phát của Canada đến ngày 31 tháng 12 năm 2016. Ngân hàng trung ương Canada sử dụng ba công cụ để đạt được mục tiêu lạm phát: "một tuyên bố rõ ràng về lộ trình của tỷ lệ lạm phát trong tương lai", nới lỏng định lượng và nới lỏng tín dụng.
Kết quả là lãi suất và lạm phát cuối cùng đã giảm xuống cùng với giá trị của đồng đô la Canada. From 1991 to 2011 the inflation-targeting regime kept "price gains fairly reliable".
Sau cuộc khủng hoảng tài chính 2007–08, chiến lược tập trung tối đa vào chính sách mục tiêu lạm phát là phương tiện giúp nền kinh tế Canada tăng trưởng ổn định bị đưa vào nghi vấn. Đến năm 2011, Thống đốc Ngân hàng Trung ương Canada lúc bấy giờ Mark Carney lập luận ngân hàng trung ương nên cho phép mục tiêu lạm phát được trở nên linh hoạt tùy vào các tình huống cụ thể mà có thể sẽ mất nhiều thời gian "so với khoảng thời gian từ sáu đến tám quý thông thường để quay trở lại mức lạm phát 2% ".
Vào ngày 15 tháng 7 năm 2015, Ngân hàng trung ương Canada thông báo rằng họ đang giảm mục tiêu của lãi suất qua đêm thêm một phần tư điểm phần trăm, xuống còn 0,5 phần trăm "để kích thích một nền kinh tế dường như đã không thể phục hồi sau thảm họa giá dầu trao đảo đã kéo cả nền kinh tế đi xuống trong quý đầu tiên". Theo thông báo của Ngân hàng trung ương Canada, trong quý đầu tiên của năm 2015, lạm phát Chỉ số giá tiêu dùng (CPI) vào khoảng 1% và điều này đã phản ánh đúng với thực trạng "giá năng lượng tiêu dùng giảm hàng năm". Lạm phát cơ bản trong quý đầu tiên của năm 2015 là khoảng 2% với xu hướng lạm phát cơ bản vào khoảng 1,5 đến 1,7%.
Giải thích cho động thái điều chỉnh tỷ giá ngày 15 tháng 7 năm 2015 của Ngân hàng Trung ương Canada, Thủ tướng Stephen Harper cho biết nền kinh tế quốc gia "đang bị kéo xuống bởi các yếu tố đến từ bên ngoài đất nước như giá dầu toàn cầu, cuộc khủng hoảng nợ châu Âu và kinh tế Trung Quốc suy thoái "khiến nền kinh tế toàn cầu đang trở nên "mong manh".
Thị trường chứng khoán Trung Quốc đã mất khoảng 3 nghìn tỷ đô la Mỹ vào tháng 7 năm 2015 khi các nhà đầu tư trở nên hoảng sợ và liên tục bán tháo cổ phiếu tạo ra sự sụt giảm trên thị trường hàng hóa, từ đó tác động tiêu cực đến các nước xuất khẩu tài nguyên như Canada.
Ưu tiên hàng đầu của Ngân hàng trung ương vào lúc này là giữ lạm phát ở mức vừa phải và theo một phần của chiến lược đó, lãi suất đã được giữ ở mức thấp trong gần bảy năm. Kể từ tháng 9 năm 2010, các loại lãi suất chủ chốt (lãi suất qua đêm) được giữ ở mức 0,5%. Vào giữa năm 2017, lạm phát vẫn dưới mức mục tiêu 2% của Ngân hàng (1,6%) phần lớn là do chi phí năng lượng, thực phẩm và ô tô đồng loạt giảm, mặc dù vậy nền kinh tế dự báo sẽ tiếp tục phát triển với mức tăng trưởng GDP dự đoán là 2,8% vào cuối năm. Vào đầu ngày 12 tháng 7 năm 2017, ngân hàng đã đưa ra một tuyên bố rằng lãi suất chuẩn sẽ được tăng lên 0,75%.

## Các ngành công nghiệp chính
Tỷ trọng các ngành kinh tế của Canada trên GDP vào năm 2017 như sau:
| Ngành                                                    | Tỷ trọng trên GDP |
| -------------------------------------------------------- | ----------------- |
| Bất động sản và cho thuê                                 | 13.01%            |
| Sản xuất chế tạo                                         | 10.37%            |
| Khai thác, khai thác đá và khai thác dầu khí             | 8.21%             |
| Tài chính và bảo hiểm                                    | 7.07%             |
| Xây dựng                                                 | 7.07%             |
| Chăm sóc sức khỏe và phúc lợi xã hội                     | 6.63%             |
| Hành chính công                                          | 6.28%             |
| Bán buôn                                                 | 5.78%             |
| Bán lẻ                                                   | 5.60%             |
| Các dịch vụ chuyên nghiệp, khoa học và công nghệ         | 5.54%             |
| Dịch vụ giáo dục                                         | 5.21%             |
| Vận chuyển và kho bãi                                    | 4.60%             |
| Thông tin và công nghiệp văn hóa                         | 3.00%             |
| Dịch vụ hành chính và hỗ trợ, quản lý và xử lý chất thải | 2.46%             |
| Tiện ích                                                 | 2.21%             |
| Dịch vụ lưu trú và ăn uống                               | 2.15%             |
| Các dịch vụ khác (trừ hành chính công)                   | 1.89%             |
| Nông nghiệp, lâm nghiệp, đánh cá và săn bắn              | 1.53%             |
| Nghệ thuật và giải trí                                   | 0.77%             |
| Quản lý công ty, xí nghiệp                               | 0.62%             |

### Ngành dịch vụ
Ngành dịch vụ ở Canada hoạt động trên quy mô lớn và đa diện, ngành này tạo ra việc làm cho khoảng 3/4 lực lượng lao động ở Canada và chiếm 70% GDP. Với gần 12% người Canada làm trong lĩnh vực bán lẻ, đây là ngành tạo ra nhiều việc làm trong nước nhất. Ngành bán lẻ tập trung chủ yếu ở một số lượng nhỏ các chuỗi cửa hàng được tập hợp lại với nhau trong các trung tâm mua sắm. Trong những năm gần đây, số lượng các cửa hàng lớn đã tăng lên, trong đó có Walmart (Hoa Kỳ), Real Canadian Superstore và Best Buy (Hoa Kỳ). Điều này đã dẫn đến số lượng lao động làm việc trong lĩnh vực bán lẻ bị giảm xuống kéo theo ngành này được chuyển ra các vùng ngoại ô.

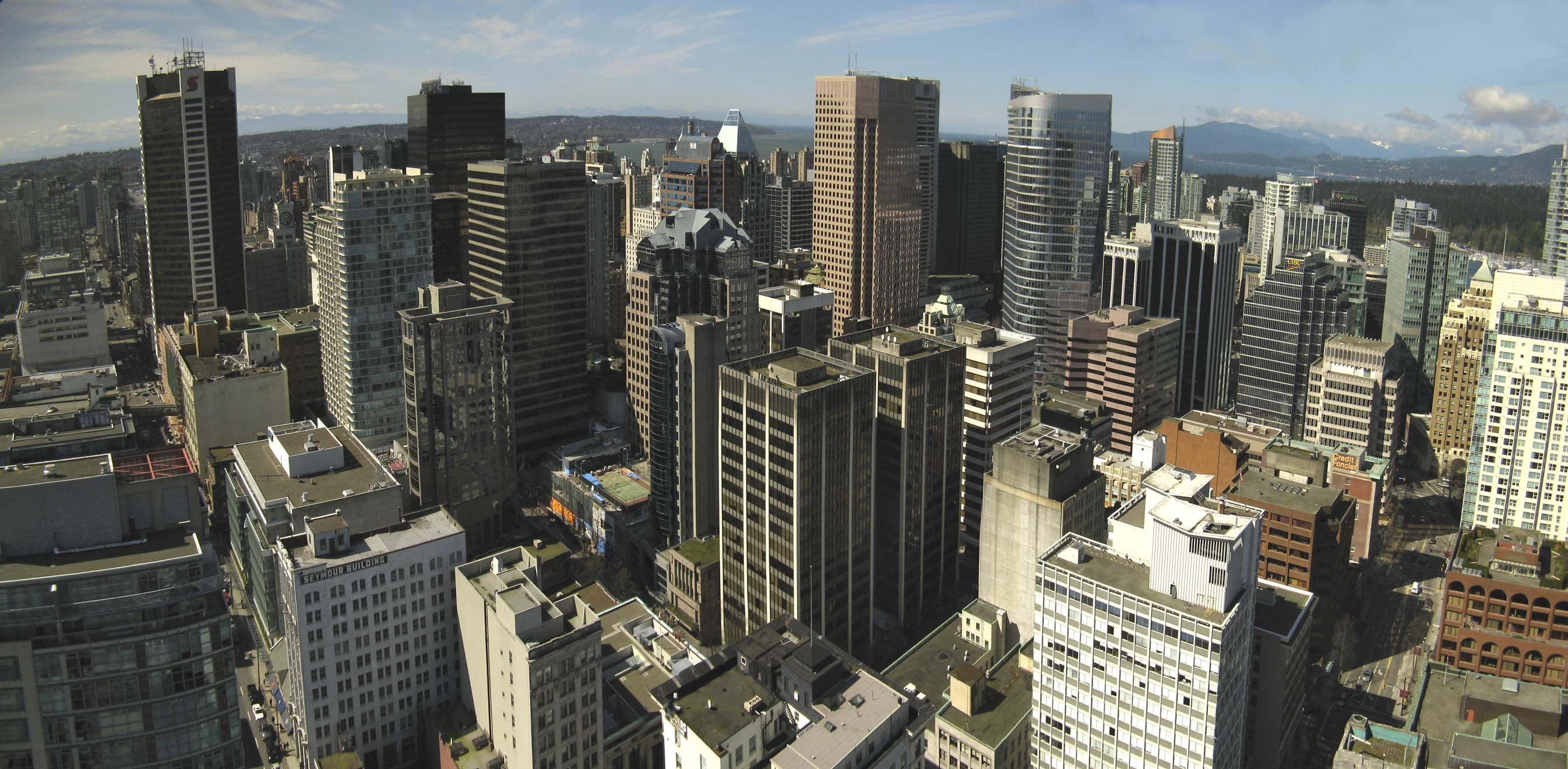
Trung tâm tài chính ở khu buôn bán kinh doanh Vancouver. Các dịch vụ kinh doanh của Canada đa phần được tập trung tại các khu vực đô thị lớn.

Lĩnh vực thuộc ngành dịch vụ lớn thứ hai kinh doanh khi ngành này chỉ ít hơn ngành bán lẻ một chút về số lượng nhân công. Các dịch vụ kinh doanh chính bao gồm dịch vụ tài chính, bất động sản và truyền thông đã phát triển một cách nhanh chóng trong những năm gần đây. Các ngành này chủ yếu được tập trung tại các vùng đô thị lớn và trọng yếu như Toronto, Montreal và Vancouver.
Giáo dục và y tế là hai lĩnh vực dịch vụ lớn nhất của Canada và cả hai đều nằm dưới sự quản lý của chính phủ. Ngành công nghiệp chăm sóc sức khỏe đã nhanh chóng phát triển để trở thành ngành lớn thứ ba ở Canada. Sự phát triển nhanh chóng của các ngành này đã tạo ra một số vấn đề khi buộc chính phủ phải tìm kiếm nguồn tiền tài trợ.
Canada có một ngành công nghiệp với công nghệ cao và một ngành công nghiệp điện ảnh, truyền hình và giải trí đang phát triển tạo ra các bộ phim và chương trình tivi cho người tiêu dùng trong nước và quốc tế. Ngành du lịch ngày càng có tầm quan trọng và phần lớn du khách quốc tế là đến từ Hoa Kỳ. Dịch vụ sòng bạc hiện là thành phần phát triển nhanh nhất trong ngành du lịch khi đóng góp tới 5 tỷ đô la lợi nhuận cho chính phủ Canada và sử dụng số lượng lao động vào khoảng 41.000 người tính đến năm 2001.

### Sản xuất chế tạo

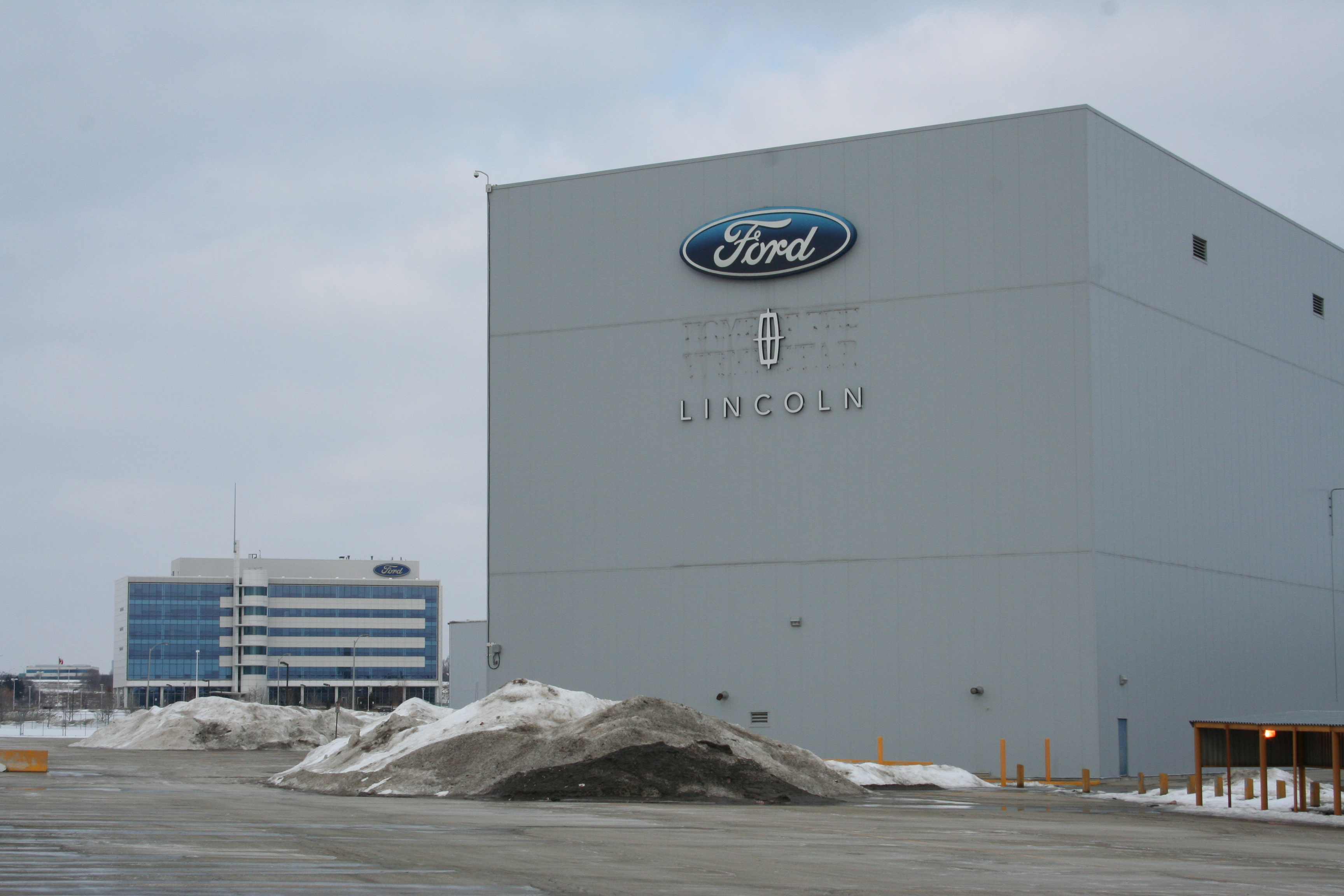
Nhà máy lắp ráp Oakville của Ford ở khu vực Đại Toronto. Vùng trung tâm Canada là nơi có một số nhà máy sản xuất ô tô của các nhà sản xuất ô tô lớn đến từ Mỹ và Nhật Bản.

Mô hình phát triển chung đối với các quốc gia thịnh vượng là sự chuyển đổi từ nền kinh tế phụ thuộc vào nguyên liệu thô sang nền kinh tế dựa vào sản xuất và sau đó là nền kinh tế dịch vụ. Vào thời điểm cao điểm trong Chiến tranh thế giới thứ hai năm 1944, lĩnh vực sản xuất của Canada chiếm 29% GDP và đã giảm xuống còn 10,37% vào năm 2017. Canada has not suffered as greatly as most other rich, industrialized nations from the pains of the relative decline in the importance of manufacturing since the 1960s. Một cuộc khảo sát vài năm 2009 thực hiện bởi Statistics Canada cũng đã chỉ ra rằng mặc dù tỷ trọng trên GDP của ngành chế tạo giảm xuống từ 24,3% trong những năm 1960 xuống còn 15,6% vào năm 2005 nhưng khối lượng sản xuất từ năm 1961 đến 2005 lại bắt kịp tốc độ tăng trưởng chung chỉ số khối lượng của GDP. Sản xuất ở Canada đặc biệt bị ảnh hưởng nặng nề bởi cuộc khủng hoảng tài chính 2007–08. Tính đến năm 2017, sản xuất chiếm 10% GDP của Canada, con số này đã giảm đi hơn 5% so với năm 2005.
Vùng trung tâm Canada là nơi đặt các nhà máy chi nhánh của tất cả các nhà sản xuất ô tô lớn của Mỹ và Nhật Bản trong đó có nhiều nhà máy sản xuất phụ tùng thuộc sở hữu của các công ty Canada như Magna International và Linamar.

#### Sản xuất thép

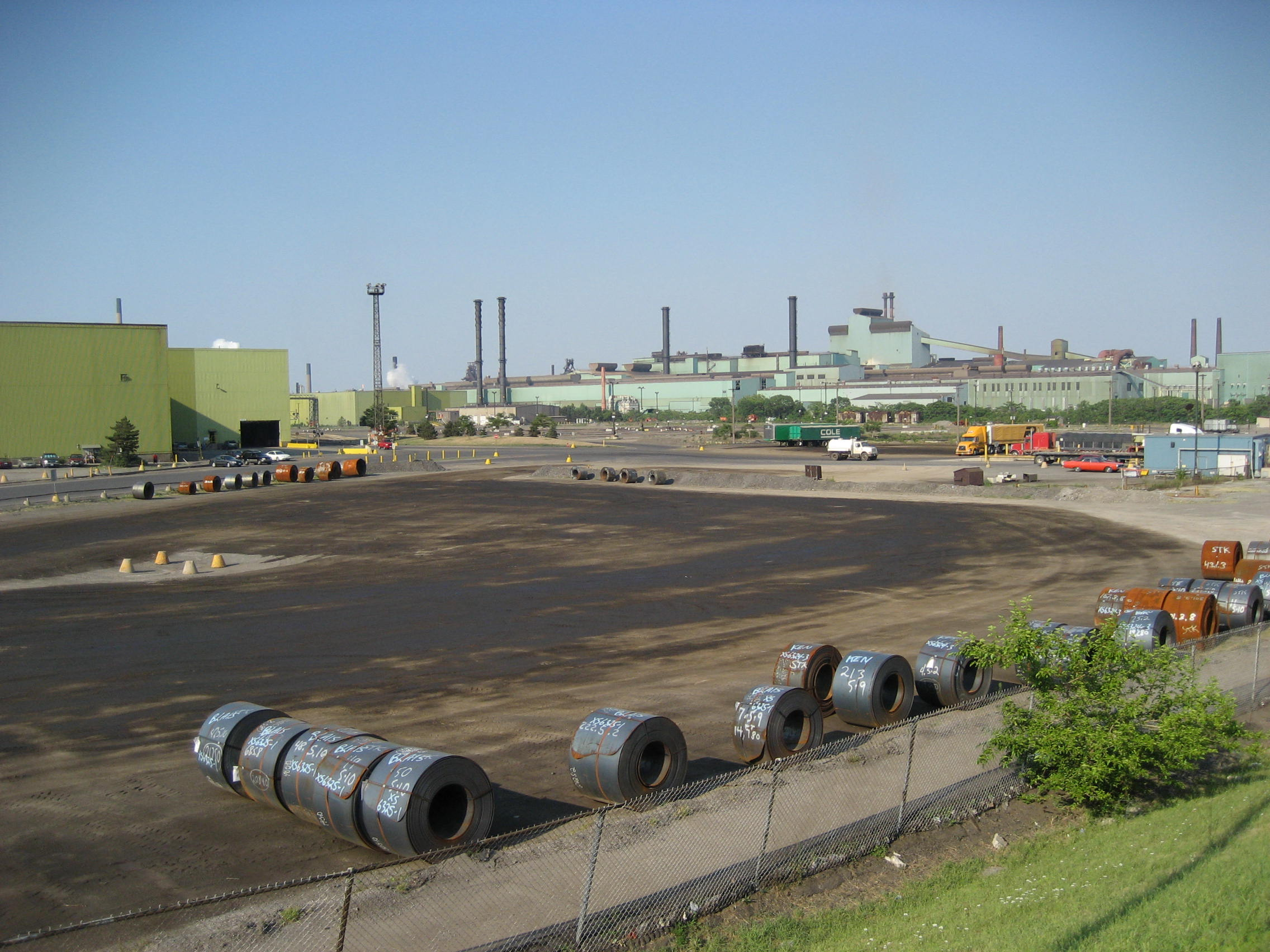
Nhà máy sản xuất thép ArcelorMittal Dofasco nhìn từ phố Burlington

Canada là nước xuất khẩu thép lớn thứ 19 thế giới trong năm 2018. Tính đến đầu năm 2019 (đến tháng 3) Canada đã xuất khẩu 1,39 triệu tấn thép, giảm 22% so với 1,79 triệu tấn năm 2018. Xuất khẩu của Canada chiếm khoảng 1,5% tổng lượng thép xuất khẩu trên toàn cầu trong năm 2017 dựa trên dữ liệu có sẵn. Tính theo khối lượng, xuất khẩu thép năm 2018 của Canada chỉ chiếm hơn một phần mười khối lượng của quốc gia xuất khẩu lớn nhất thế giới là Trung Quốc. Về giá trị, thép chiếm 1,4% tổng lượng hàng hóa mà Canada xuất khẩu trong năm 2018. Tăng trưởng xuất khẩu trong thập kỷ kể từ năm 2009 là 29%. Các nhà sản xuất lớn nhất trong năm 2018 là ArcelorMittal, Essar Steel Algoma, trong đó ArcelorMittal đã chiếm khoảng một nửa sản lượng thép của Canada thông qua hai công ty con. Hai thị trường xuất khẩu hàng đầu của Canada là các nước thuộc NAFTA khi chiếm tới 92% lượng xuất khẩu theo khối lượng. Canada đã gửi 83% lượng thép xuất khẩu của mình sang Hoa Kỳ vào đầu năm 2019. Khoảng cách giữa nhu cầu trong nước và sản xuất trong nước tăng lên thành -2,4 triệu tấn, tăng từ -0,2 triệu tấn vào đầu năm 2018. Trong đầu năm 2019, tỷ trọng thép sản xuất xuất khẩu giảm xuống còn 41,6% từ 53% vào đầu năm 2018.
Năm 2017, ngành công nghiệp nặng chiếm 10,2% lượng khí thải nhà kính của Canada.

### Khai khoáng
Năm 2019, quốc gia này là nhà sản xuất platin lớn thứ 4 thế giới; nhà sản xuất vàng lớn thứ 5; nhà sản xuất nikel lớn thứ 5; nhà sản xuất đồng lớn thứ 10; nhà khai thác quặng sắt lớn thứ 8; nhà sản xuất titan lớn thứ 4; nhà sản xuất kali số một; nhà sản xuất niobi lớn số 2; nhà sản xuất lưu huỳnh lớn số 4; nhà sản xuất molypden và coban lớn số 7; nhà sản xuất liti và kẽm lớn thứ 8; nhà sản xuất thạch cao lớn thứ 13; nhà sản xuất antimon thứ 14; nhà sản xuất graphite lớn thứ 10; nhà sản xuất lớn thứ 6 thế giới về Muối và là nhà sản xuất urani lớn thứ 2 trên thế giới vào năm 2018.

### Năng lượng
Canada có khả năng tiếp cận các nguồn năng lượng rẻ nhờ vào vị trí địa lý. Điều này giúp đất nước phát triển một số ngành công nghiệp quan trọng, chẳng hạn như ngành công nghiệp sản xuất nhôm có quy mô lớn ở British Columbia và Quebec. Ngoài ra Canada cũng là một trong những nước có lượng tiêu thụ năng lượng bình quân đầu người cao nhất thế giới.

#### Điện năng
Ngành điện ở Canada từng đóng một vai trò quan trọng trong đời sống kinh tế và chính trị của đất nước kể từ cuối thế kỷ 19, được xây dựng và phát triển dọc theo các tỉnh và vùng lãnh thổ. Ở phần lớn các tỉnh, các tiện ích công cộng tích hợp lớn của các công ty thuộc sở hữu chính phủ đóng vai trò hàng đầu trong việc sản xuất điện năng, tải điện và phân phối điện. Ontario và Alberta là hai thị trường được tăng cường đầu tư và cạnh tranh trong lĩnh vực sản xuất điện năng của nền kinh tế. Năm 2017, ngành điện chiếm 10% tổng lượng phát thải khí nhà kính toàn quốc. Không chỉ sản xuất trong nước, Canada còn kinh doanh thương mại ra bên ngoài lãnh thổ chủ yếu là với quốc gia láng giềng Hoa Kỳ, năm 2017 lượng xuất khẩu điện là 72 TWh trong khi lượng nhập khẩu là 10 TWh.
59% tổng sản lượng điện của Canada vào năm 2016 là từ thủy điện, đưa Canada trở thành nhà sản xuất thủy điện lớn thứ hai thế giới chỉ sau Trung Quốc. Kể từ năm 1960, các dự án thủy điện lớn, đặc biệt là ở Quebec, British Columbia, Manitoba và Newfoundland và Labrador đã làm tăng đáng kể công suất phát điện của đất nước.
Nguồn điện được sử dụng phổ biến thứ hai là điện hạt nhân (chiếm 15% tổng công suất điện), riêng ở Ontario thì hơn một nửa điện năng được tạo ra từ các nhà máy điện hạt nhân trong đó có một nhà máy phát điện ở New Brunswick. Điều này giúp cho Canada trở thành nhà sản xuất điện hạt nhân lớn thứ sáu trên thế giới với sản lượng vào khoảng 95 TWh vào năm 2017.
Nhiên liệu hóa thạch tạo ra 19% sản lượng điện cho Canada, trong đó khoảng một nửa là đến từ than đá (9% tổng sản lượng điện quốc gia) và phần còn lại được sản xuất bởi hỗn hợp khí đốt tự nhiên và dầu mỏ. Chỉ có 5 tỉnh sử dụng than để phát điện, trong đó có 3 tỉnh là Alberta, Saskatchewan và Nova Scotia đã phải phụ thuộc vào than để sản xuất điện trong gần một nửa thế hệ qua trong khi các tỉnh và vùng lãnh thổ khác sử dụng ít hoặc gần như là không sử dụng. Alberta và Saskatchewan cũng sử dụng một lượng khí tự nhiên đáng kể. Các khu vực xa xôi bao gồm toàn bộ Nunavut và phần lớn Lãnh thổ ở phía Tây Bắc hầu như sản xuất điện nhờ vào máy phát điện chạy dầu diesel với chi phí và nguy cơ hủy hoại môi trường cao khiến chính phủ liên bang phải đưa ra các sáng kiến để giảm sự phụ thuộc vào điện chạy bằng dầu diesel.
Năng lượng tái tạo phi thủy điện đang dần được sử dụng phổ biến, năm 2016 tỷ trọng điện năng sản xuất từ nguồn năng lượng này là 7%.

#### Dầu khí

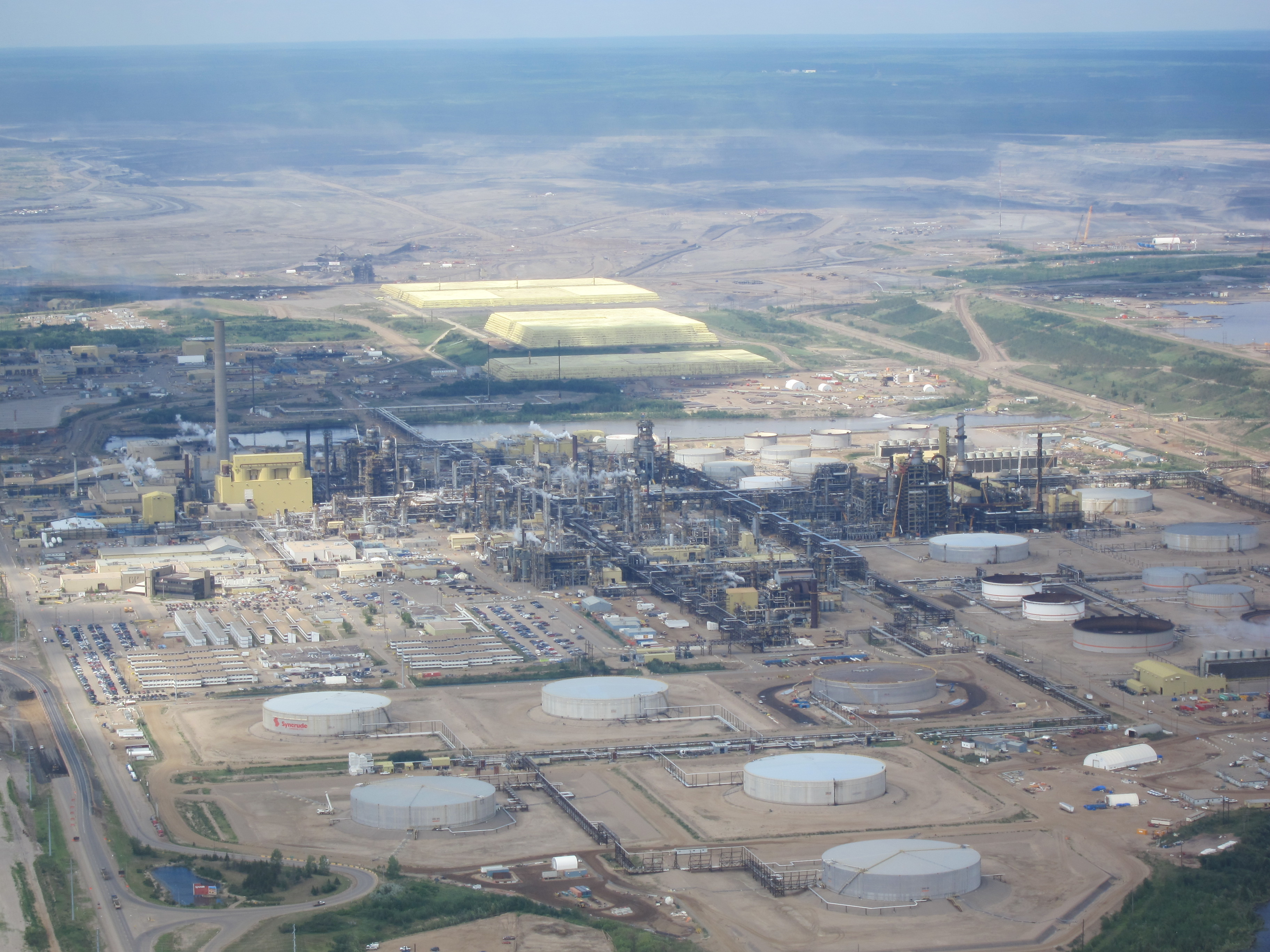
Nhà máy Mildred Lake của Syncrude tại mỏ dầu Athabasca ở Alberta.

Canada sở hữu một nguồn tài nguyên dầu khí lớn tập trung chủ yếu ở Alberta và các Lãnh thổ ở phía Bắc, ngoài ra còn có một lượng nhỏ ở các vùng lân cận British Columbia và Saskatchewan. Theo USGS, Mỏ dầu Athabasca mang lại cho Canada một trữ lượng dầu khí lớn thứ ba thế giới chỉ sau Ả Rập Xê-út và Venezuela. Như vậy, ngành công nghiệp dầu khí tạo ra 27% tổng lượng phát thải khí nhà kính của Canada, tăng thêm 84% kể từ năm 1990 chủ yếu là do sự phát triển của các mỏ dầu.
Về mặt lịch sử, một vấn đề quan trọng trong chính trị Canada là sự tác động lẫn nhau giữa ngành công nghiệp dầu mỏ và năng lượng ở vùng Tây Canada và vùng trung tâm công nghiệp ở phía Nam của Ontario. Nguồn vốn đầu tư nước ngoài vào các dự án dầu mỏ đến từ các quốc gia phương Tây đã thúc đẩy đồng đô la Canada tăng giá. Điều này làm tăng giá hàng xuất khẩu của Ontario và làm cho chúng trở lên kém cạnh tranh hơn, đây là vấn đề tương tự như căn bệnh Hà Lan.
Chính sách Năng lượng Quốc gia vào đầu những năm 1980 hướng tới mục tiêu giúp cho Canada có đủ dầu để tiêu thụ trong nước đồng thời đảm bảo giá dầu ngang nhau ở tất cả các vùng, đặc biệt là đối với các cơ sở sản xuất ở phía đông. Tuy nhiên chính sách này lại gây chia rẽ sâu sắc vì nó buộc Alberta phải bán dầu giá rẻ cho miền đông Canada. Vì vậy mà chính sách này đã bị loại bỏ 5 năm sau khi nó được công bố lần đầu tiên trong bối cảnh giá dầu đang sụt giảm vào năm 1985. Tân thủ tướng bấy giờ là Brian Mulroney đã có hành động chống lại chính sách trong cuộc bầu cử liên bang năm 1984 ở Canada. Một trong những phần gây tranh cãi nhất của Hiệp định Thương mại Tự do Canada-Hoa Kỳ năm 1988 là thỏa thuận Canada sẽ không bao giờ tính phí năng lượng của Hoa Kỳ nhiều hơn so với chính người dân Canada.

### Nông nghiệp

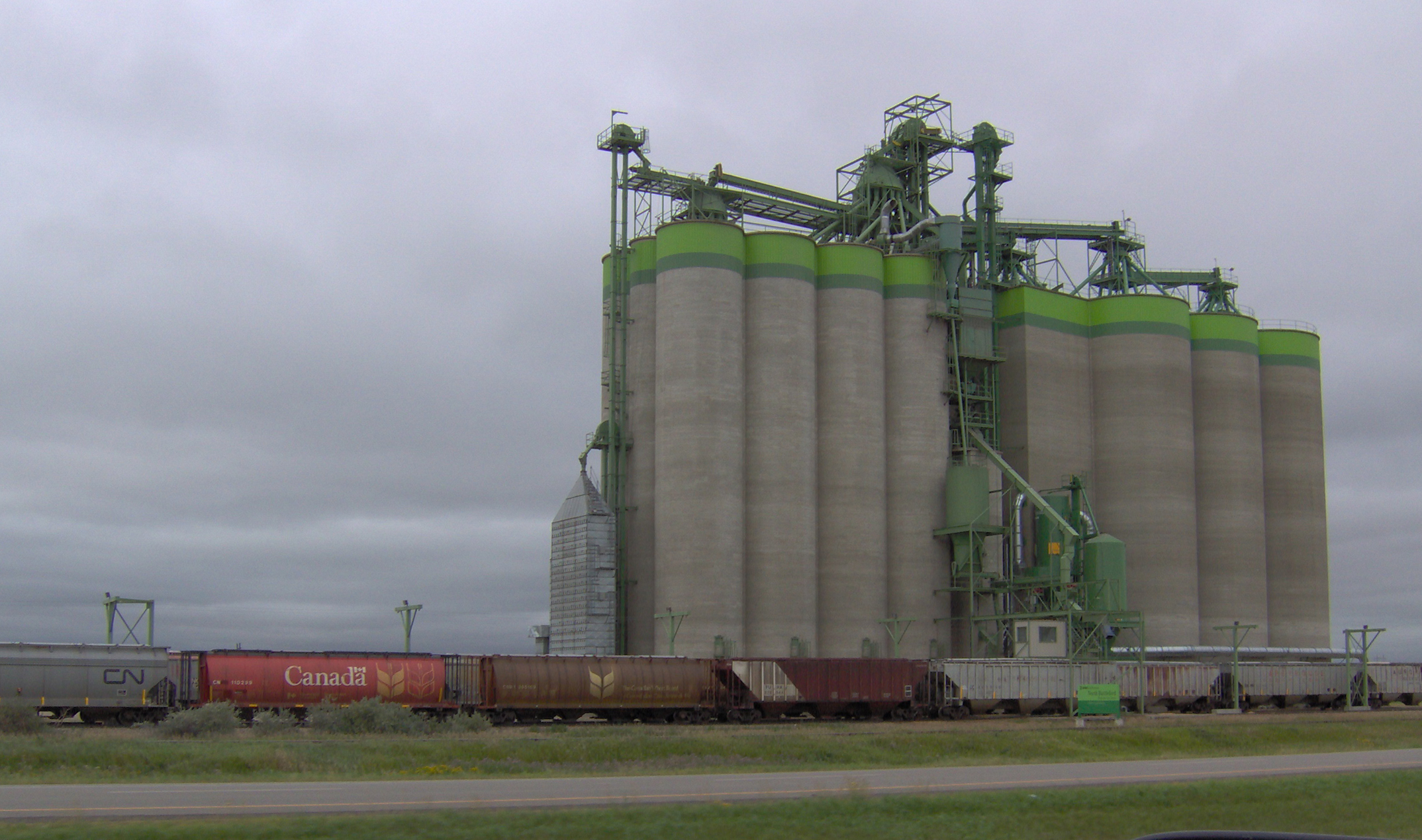
Nhà máy sản xuất ngũ cốc ở sâu trong lãnh thổ quốc gia dọc theo xa lộ Yellow ở Saskatchewan.

Canada là một trong những nhà cung cấp nông sản lớn nhất thế giới, trong đó nông sản tiêu biểu là lúa mì và các loại ngũ cốc khác. Canada là nước xuất khẩu nông sản lớn sang Hoa Kỳ và châu Á. Giống như tất cả các quốc gia phát triển khác, tỷ lệ dân số và GDP trong lĩnh vực nông nghiệp đã giảm đáng kể trong thế kỷ 20. Ngành nông nghiệp và sản xuất nông sản thực phẩm đã đóng góp 49 tỷ USD cho GDP của Canada vào năm 2015, chiếm 2,6% tổng GDP.  Lĩnh vực này cũng chiếm 8,4% lượng phát thải khí Nhà kính của Canada.
Cũng như các quốc gia phát triển khác, ngành nông nghiệp Canada nhận được những sự hỗ trợ đáng kể của chính phủ. Tuy nhiên, Canada đã ủng hộ mạnh mẽ việc giảm trợ cấp ảnh hưởng đến thị trường thông qua Tổ chức Thương mại Thế giới. Năm 2000, Canada đã chi khoảng 4,6 tỷ đô Canada để hỗ trợ cho ngành này. Trong số này, 2,32 tỷ USD được WTO chỉ định là hỗ trợ "hộp xanh", có nghĩa là các biện pháp hỗ trợ (được coi là) không hoặc hầu như không gây bóp méo thương mại, chẳng hạn như tiền cho nghiên cứu hoặc cứu trợ thiên tai. Tất cả trừ 848,2 triệu đô la là trợ cấp trị giá dưới 5% giá trị của cây trồng mà họ được cung cấp.

## Hiệp định Thương mại tự do

Canada
Khu vực thương mại tự do

### Các hiệp định thương mại tự do có hiệu lực
Nguồn:
- Hiệp định Thương mại tự do giữa Israel và Canada (CIFTA) (Có hiệu lực từ ngày 1 tháng 1 năm 1997, tiến trình hiện đại hóa đang diễn ra)
- Hiệp định thương mại tự do giữa Canada và Chile (Có hiệu lực từ ngày 5 tháng 7 năm 1997)
- Hiệp định thương mại tự do giữa Canada và Costa Rica (Có hiệu lực từ ngày 1 tháng 11 năm 2002, tiến trình hiện đại hóa đang diễn ra)
- Hiệp định Thương mại Tự do của Hiệp hội Thương mại Tự do Canada-Châu Âu (gồm có các nước Iceland, Na Uy,Thụy Sĩ và Liechtenstein; có hiệu lực từ ngày 1 tháng 7 năm 2009)
- Hiệp định thương mại tự do giữa Canada và Peru (Có hiệu lực từ ngày 1 tháng 8 năm 2009)
- Hiệp định thương mại tự do giữa Canada và Colombia (Được ký vào ngày 21 tháng 11 năm 2008, có hiệu lực vào ngày 15 tháng 8 năm 2011; việc Canada phê chuẩn Hiệp định thương mại tự do này phụ thuộc vào việc Colombia phê chuẩn "Thỏa thuận liên quan đến các báo cáo hàng năm về nhân quyền và thương mại tự do giữa Canada và Cộng hòa Colombia" được ký vào ngày 27 tháng 5 năm 2010)
- Hiệp định thương mại tự do giữa Canada và Jordan (Ký ngày 28 tháng 6 năm 2009, có hiệu lực ngày 01 tháng 10 năm 2012)
- Hiệp định thương mại tự do giữa Canada và Panama (Ký ngày 14 tháng 5 năm 2010, có hiệu lực ngày 01 tháng 4 năm 2013)
- Hiệp định thương mại tự do giữa Canada và Hàn Quốc (Ký ngày 11 tháng 3 năm 2014, có hiệu lực từ ngày 1 tháng 1 năm 2015)
- Hiệp định thương mại tự do giữa Canada và Ukraine (Ký ngày 11 tháng 7 năm 2016, có hiệu lực từ ngày 1 tháng 8 năm 2017)
- Hiệp định Đối tác Toàn diện và Tiến bộ xuyên Thái Bình Dương (CPTPP) (ký ngày 8 tháng 3 năm 2018, có hiệu lực từ ngày 30 tháng 12 năm 2018)
- Hiệp định thương mại USMCA (Ký ngày 30 tháng 11 năm 2018, có hiệu lực ngày 01 tháng 7 năm 2020)

### Các hiệp định thương mại tự do không còn hiệu lực
Nguồn:
- Hiệp định thương mại tự do giữa Canada và Hoa Kỳ (Ký ngày 12 tháng 10 năm 1987, có hiệu lực từ ngày 1 tháng 1 năm 1989, sau đó được NAFTA thay thế)
- Hiệp định Đối tác xuyên Thái Bình Dương (kết thúc vào ngày 5 tháng 10 năm 2015, được thay thế bởi CPTPP
- Hiệp định Thương mại Tự do Bắc Mỹ (NAFTA) (Có hiệu lực từ ngày 1 tháng 1 năm 1994, sau đó được hiệp định thương mại USMCA thay thế)
- Hiệp định Thương mại tự do EU-Canada (kết thúc vào ngày 5 tháng 8 năm 2014)

### Các hiệp định thương mại tự do đang trong quá trình đàm phán
Nguồn:
Canada đang đàm phán song phương các Hiệp định thương mại tự do với các nước sau tương ứng với các Liên Minh Mậu Dịch:
- Cộng đồng Caribe (CARICOM)
- Guatemala, Nicaragua và El Salvador
- Cộng hoà Dominica
- Ấn Độ
- Nhật Bản[122]
- Maroc
- Singapore
- Cộng đồng Andean (Hiệp định thương mại tự do đã có hiệu lực với Peru và Colombia)

## Vấn đề chính trị

### Quan hệ với Hoa Kỳ
Canada và Hoa Kỳ chia sẻ mối quan hệ thương mại chung. Thị trường việc làm của Canada tiếp tục hoạt động tốt cùng với Mỹ, đạt mức thấp nhất trong 30 năm về tỷ lệ thất nghiệp vào tháng 12 năm 2006 sau 14 năm liên tiếp tăng trưởng việc làm
.

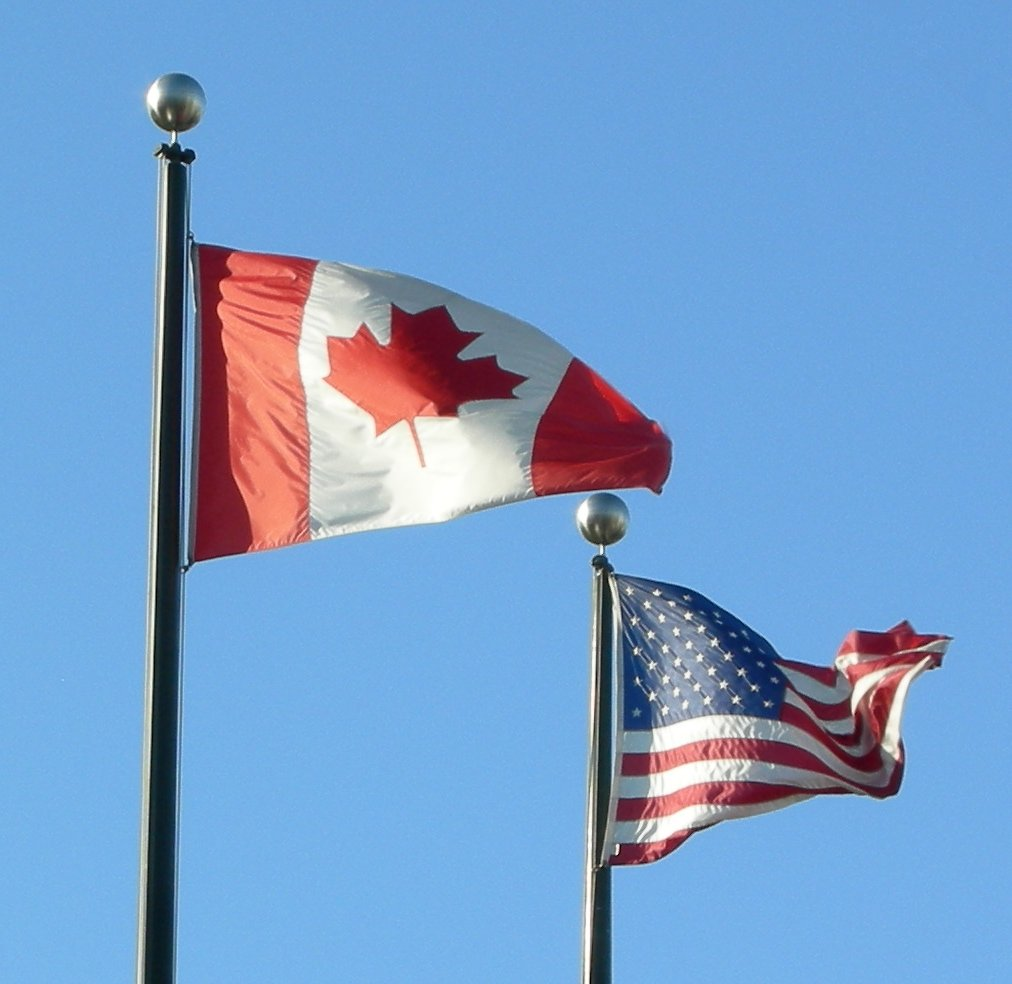
Cờ của Canada và Hoa Kỳ

Cho đến nay, Hoa Kỳ là đối tác thương mại lớn nhất của Canada, với hơn 1,7 tỷ đô la CAD giao dịch thương mại mỗi ngày trong năm 2005. Trong năm 2009, 73% xuất khẩu của Canada là đến Hoa Kỳ, và 63% nhập khẩu của Canada là từ Hoa Kỳ. Thương mại với Canada chiếm 23% kim ngạch xuất khẩu và 17% kim ngạch nhập khẩu của Hoa Kỳ. Để so sánh, vào năm 2005, con số này nhiều hơn thương mại của Hoa Kỳ với tất cả các nước trong Liên minh Châu Âu cộng lại và gấp hai lần thương mại của Hoa Kỳ với tất cả các quốc gia Mỹ Latinh cộng lại. Chỉ riêng thương mại hai chiều đi qua Cầu Ambassador giữa Michigan và Ontario đã bằng tất cả các mặt hàng xuất khẩu của Hoa Kỳ sang Nhật Bản. Tầm quan trọng của Canada đối với Hoa Kỳ không chỉ là một quốc gia giáp biên giới, Canada còn là thị trường xuất khẩu hàng đầu cho 35 trong số 50 tiểu bang của Hoa Kỳ và là nhà cung cấp năng lượng từ nước ngoài lớn nhất của Hoa Kỳ.
Thương mại song phương tăng 52% từ năm 1989, khi Hiệp định Thương mại Tự do Hoa Kỳ - Canada (FTA) có hiệu lực và năm 1994, Hiệp định Thương mại Tự do Bắc Mỹ (NAFTA) thay thế. Thương mại kể từ đó đã tăng 40%. NAFTA tiếp tục các động thái của Hiệp định thương mại tự do theo hướng giảm các rào cản thương mại và thiết lập các quy tắc thương mại đã thỏa thuận. Nó cũng giải quyết một số tác nhân gây khó chịu song phương lâu đời và tự do hóa các quy tắc trong một số lĩnh vực, bao gồm nông nghiệp, dịch vụ, năng lượng, dịch vụ tài chính, đầu tư và mua sắm chính phủ. NAFTA hình thành khu vực thương mại lớn nhất trên thế giới, đón nhận 405 triệu người đến từ ba quốc gia Bắc Mỹ.
Thành phần lớn nhất của thương mại Hoa Kỳ-Canada là trong lĩnh vực hàng hóa.
Hoa Kỳ là thị trường xuất khẩu nông sản lớn nhất của Canada khi chiếm hơn một nửa tổng lượng thực phẩm xuất khẩu của Canada. Gần hai phần ba sản phẩm lâm nghiệp của Canada, bao gồm bột giấy và giấy được xuất khẩu sang Hoa Kỳ; 72% tổng sản lượng giấy in báo của Canada cũng được xuất khẩu sang Hoa Kỳ.
Với tổng giá trị vào khoảng Statistics/energy/default.html 73,6 tỷ USD vào năm 2004, giao dịch trong lĩnh vực năng lượng giữa Hoa Kỳ và Canada là mối quan hệ thương mại năng lượng lớn nhất của Hoa Kỳ, với phần lớn sản lượng (66,7 tỷ USD) là xuất khẩu sang Canada. Các thành phần chính trong thương mại năng lượng của Hoa Kỳ với Canada gồm có dầu khí, khí thiên nhiên và điện. Canada là nhà cung cấp dầu lớn nhất của Hoa Kỳ và là quốc gia sản xuất năng lượng lớn thứ năm trên thế giới. Canada cung cấp khoảng 16% lượng dầu nhập khẩu và 14% tổng lượng khí đốt tự nhiên vào Hoa Kỳ. Các mạng lưới điện quốc gia của Hoa Kỳ và Canada được liên kết và cả hai quốc gia đều chia sẻ các nhà máy thủy điện ở biên giới phía tây.
Mặc dù hầu hết các hoạt động thương mại giữa Mỹ và Canada đều trôi chảy nhưng đôi khi vẫn xảy ra tranh chấp thương mại song phương, đặc biệt là trong các lĩnh vực nông nghiệp và văn hóa. Thông thường những vấn đề này đều được giải quyết thông qua các diễn đàn tham vấn song phương hoặc chuyển đến Tổ chức Thương mại Thế giới (WTO) hoặc giải quyết tranh chấp NAFTA. Vào tháng 5 năm 1999, chính phủ Hoa Kỳ và Canada đã thương lượng một thỏa thuận trên tạp chí về việc tăng cường khả năng tiếp cận cho ngành xuất bản của Hoa Kỳ vào thị trường Canada. Hoa Kỳ và Canada cũng đã giải quyết một số vấn đề lớn liên quan đến thủy sản. Bằng thỏa thuận chung, hai nước đã đệ trình tranh chấp ranh giới Vịnh Maine lên Tòa án Công lý Quốc tế vào năm 1981; cả hai đều chấp nhận phán quyết ngày 12 tháng 10 năm 1984 của tòa án về việc phân định ranh giới lãnh hải. Một vấn đề nữa đang tồn tại giữa Hoa Kỳ và Canada là cuộc tranh chấp gỗ mềm vì Hoa Kỳ cáo buộc rằng Canada trợ cấp không công bằng cho ngành lâm nghiệp của họ.
Năm 1990, Hoa Kỳ và Canada đã ký Hiệp định song phương về thực thi nghề đánh bắt cá nhằm ngăn chặn hoạt động đánh bắt bất hợp pháp và giảm nguy cơ bị thương trong các sự cố khi thực hiện đánh bắt. Hoa Kỳ và Canada đã ký Hiệp định Cá hồi Thái Bình Dương vào tháng 6 năm 1999 để giải quyết những khác biệt trong việc thực hiện Hiệp ước Cá hồi Thái Bình Dương năm 1985 trong thập kỷ tiếp theo.
Canada và Hoa Kỳ đã ký một thỏa thuận về lĩnh vực hàng không trong chuyến thăm của Bill Clinton đến Canada vào tháng 2 năm 1995, và kết quả là giao thông hàng không giữa hai nước đã tăng lên đáng kể. Hai quốc gia cũng chia sẻ hoạt động thương mại trên sông St. Lawrence Seaway nơi nối liền Ngũ Đại Hồ với Đại Tây Dương.
Hoa Kỳ vẫn là nhà đầu tư nước ngoài lớn nhất vào Canada và đồng thời cũng là điểm đến phổ biến nhất cho các khoản đầu tư nước ngoài của Canada. Trong năm 2018, tổng vốn đầu tư trực tiếp của Hoa Kỳ vào Canada đạt 406 tỷ đô la, trong khi cổ phần đầu tư của Canada vào Hoa Kỳ đạt tổng cộng 595 tỷ đô la tương đương 46% tổng cổ phiếu CDIA vào năm 2018. Điều này biến Canada trở thành quốc gia đầu tư lớn thứ hai vào Hoa Kỳ trong năm 2018. Các khoản đầu tư của Hoa Kỳ chủ yếu hướng vào các ngành công nghiệp khai thác mỏ, luyện kim, dầu khí, hóa chất, sản xuất máy móc, thiết bị vận tải và tài chính của Canada, trong khi đầu tư của Canada vào Hoa Kỳ tập trung vào các lĩnh vực như sản xuất, thương mại, bán buôn, bất động sản, dầu khí, tài chính, bảo hiểm và các dịch vụ khác.

## Nợ

### Nợ chính phủ Canada
Nợ chính phủ Canada, hay còn được gọi là nợ công của Canada, là nợ phải trả của khu vực chính phủ. Đối với năm 2019 (năm tài chính kết thúc vào ngày 31 tháng 3 năm 2020), tổng nợ phải trả tài chính của chính phủ Canada hợp nhất là 2.434 tỷ đô la (gồm toàn bộ các chính quyền liên bang, tỉnh, lãnh thổ và địa phương cộng lại). Con số này tương ứng với tỷ lệ bằng 105,3% GDP (GDP là 2.311 tỷ đô la). Trong số 2.434 tỷ USD, 1.146 tỷ USD tương ứng 47% tổng số nợ là của chính phủ liên bang (trung ương) (tỷ lệ bằng 49,6% GDP). Nợ chính quyền cấp tỉnh là hầu hết các khoản nợ còn lại.

### Nợ hộ gia đình
Nợ hộ gia đình, số tiền mà toàn bộ người trưởng thành trong hộ gia đình nợ các tổ chức tài chính, bao gồm các khoản nợ tiêu dùng và khoản vay thế chấp. Vào tháng 3 năm 2015, Quỹ Tiền tệ Quốc tế báo cáo rằng nợ hộ gia đình cao của Canada là một trong hai khu vực nội địa dễ bị tổn thương trong nền kinh tế Canada cùng với bong bóng bất động sản.
Theo Statistics Canada, tổng tín dụng hộ gia đình tính đến tháng 7 năm 2019 là 2,2 nghìn tỷ đô Canada. Theo Philip Cross của Fraser Institute, vào tháng 5 năm 2015, trong khi tỷ lệ nợ trên thu nhập hộ gia đình Canada tương tự như ở Mỹ, tuy nhiên các tiêu chuẩn cho vay ở Canada chặt chẽ hơn so với ở Hoa Kỳ để bảo vệ người đi vay khỏi các rủi ro cao do việc vay nợ không bền vững.

## Sáp nhập và Mua lại
Kể từ năm 1985, có tổng cộng 63.755 giao dịch trong và ngoài nước liên quan đến các tập đoàn của Canada đã được công bố, với tổng giá trị là 3,7 tỷ đô la Mỹ. Gần 50% mục tiêu thâu tóm của các công ty Canada (giao dịch ra nước ngoài) có công ty mẹ ở Mỹ trong khi 82 % các giao dịch trong nước là từ Hoa Kỳ.
Dưới đây là danh sách các giao dịch lớn nhất trong lịch sử Canada:
| Hạng | Ngày công bố        | Tên công ty mua               | Quốc gia công ty mua | Tên công ty mục tiêu        | Quốc gia công ty mục tiêu | Giá trị (tỷ USD) |
| ---- | ------------------- | ----------------------------- | -------------------- | --------------------------- | ------------------------- | ---------------- |
| 1    | 26 tháng 1 năm 2000 | Spin-off                      | Canada               | Nortel Networks Corp        | Canada                    | 59,97            |
| 2    | 20 tháng 6 năm 2000 | Vivendi SA                    | Pháp                 | Seagram Co Ltd              | Canada                    | 40,43            |
| 3    | 7 tháng 12 năm 2007 | Rio Tinto Canada Holdings Inc | Canada               | Alcan Inc                   | Canada                    | 37,63            |
| 4    | 9 tháng 6 năm 2016  | Enbridge Inc                  | Canada               | Spectra Energy Corp         | Hoa Kỳ                    | 28,29            |
| 5    | 12 tháng 3 năm 2014 | Enbridge Income Fund          | Canada               | Enbridge Inc-Liquids        | Canada                    | 24,79            |
| 6    | 5 tháng 11 năm 2008 | Shareholders                  | Canada               | Cenovus Energy Inc          | Canada                    | 20,26            |
| 7    | 23 tháng 7 năm 2012 | CNOOC Canada Holding Ltd      | Canada               | Nexen Inc                   | Canada                    | 19,12            |
| 8    | 15 tháng 5 năm 2006 | Xstrata PLC                   | Thụy Sĩ              | Falconbridge Ltd            | Canada                    | 17,40            |
| 9    | 8 tháng 11 năm 2006 | Cia Vale do Rio Doce SA       | Brazil               | Inco Ltd                    | Canada                    | 17,15            |
| 10   | 23 tháng 3 năm 2009 | Suncor Energy Inc             | Canada               | Petro-Canada                | Canada                    | 15,58            |
| 11   | 28 tháng 7 năm 2008 | Teck Cominco Ltd              | Canada               | Fording Canadian Coal Trust | Canada                    | 13,60            |

## Liên kết
- OECD's Canada country Web site and OECD Economic Survey of Canada